# Dipoena parki
Dipoena parki là một loài nhện trong họ Theridiidae.
Loài này thuộc chi Dipoena. Dipoena parki được Arthur Merton Chickering miêu tả năm 1943.